# みんな〜やってるか!
『みんな〜やってるか!』（英題：Getting Any?）は、1995年公開のビートたけし (北野武) 監督によるコメディ映画。
「北野武」名義も含めた場合は5作目に当たる。それまでは「北野武」名義で映画監督を行ってきたが、初のコメディ作品となる本作は「ビートたけし」名義での製作となった。そのため「ビートたけし第一回監督作品」と銘打たれる(日本国外では、北野武名義の作品となっている)。
淀川長治は「斎藤寅次郎、マック・セネットの再来」と評価した。

## 作品解説
「女とヤリたい」というモヤモヤした欲望から、主人公・朝男が異常な行動へ駆り立てられていくさまを描いた映画である。
"帝銀事件"、"三億円事件"といった史実事件から「座頭市」「ザ・フライ」などの創作ものに至るまで様々なパロディが作中に展開された。
バイク事故を起こす直前に完成、復帰後に公開された。北野映画初のコメディとして注目された映画であるが、たけし自身が「反応自体がない」「良いという評判もないけれど、要は悪口も聞かなかった」と語るように反応は薄かった。
その一方で、監督自身はロシア版での映画の特典インタビューにて、「自分の部屋で一人でお酒飲みながら見てるとこれほど楽しい映画はない」「いままで十本映画Dollsまで撮ったんだけれども、そうですね、3本の指に入る大傑作だと思うね」「お笑い自体も馬鹿にした」「ギャグ自体もいい加減に作ったという一周りしたらとんでもない前衛的な作品」と肯定的な評価を述べている。また自身で「世界の北野の原点、これがオイラのワースト3」として本作を『夏の秘密!』『コミック雑誌なんかいらない!』と共に挙げ、「『シベリア超特急』『北京原人』『REX』と並ぶ日本映画四大作」と評している。また、映画評論家の淀川長治は、たけしのこの作品に置ける筋立てや演出には、サイレント映画時代の短編コメディの集中上演会であるニコニコ大会と共通する部分が多いと評しており、ダンカンが性的な妄想を行い、それが現実の形として描写される場面などもサイレント映画のコメディ俳優にも類似した演出がしばしば見られたとしている。淀川はたけしが無数の笑いのアイデアを次々に作中に投入しながらも破綻無く仕上げている点が、フェデリコ・フェリーニの「8 1/2」やジュリアン・デュヴィヴィエの「舞踏会の手帖」に通じる所があるとも述べており、たけし流のエロティックな演出を除いては、サイレント時代のコメディの要素と本質的には同じであったと肯定的な評価を残している。
「ビーチク（乳首）」や「ポンギー（六本木）」「ルービー（ビール）」、「ナオン（女・女性）」等の業界用語やその他の字幕に映画字幕翻訳者である「戸田奈津子」の名前が登場する。
通常、劇場にて販売される映画パンフレットや、サウンド・トラック盤CDが、存在しない。

## あらすじ
モテない青年・朝男はある時AVでカーセックスを見て「女にモテるには車だ！」と思いつき、自動車販売店に訪れる。しかし、金がほとんどない朝男は欠陥車を買わされてしまい、その車で何人かの女たちをナンパするがもちろん誰からも相手にされない。その後がっかりした朝男が空を見上げると、飛んでいた飛行機を目にして客室乗務員と親しくなることを思い浮かべる。
しかし金がない朝男は大金を盗むことを考えて銀行強盗しようとするがミスを犯し、その後もあの手この手で金をふんだくろうとするが結局失敗に終わる。女にモテるため今度は俳優を目指すことにした朝男は、映画のオーディションに端役で受かると主役の途中降板により急遽主役に抜擢される。しかしその役は全盲の役で、朝男が役になりきり目を閉じて演技すると、またしてもミスの連続で現場を混乱させてクビになってしまう。
後日セスナ機に乗った朝男はあろうことか同乗した殺し屋を誤って殺してしまい、着陸後出迎えたヤクザたちの勘違いから殺し屋のフリをする羽目に。その後朝男は2つの組の抗争に巻き込まれるが、その場にいた大親分を手違いで死なせて周りがパニック状態になっているすきに何とか逃げ通す。その後朝男が銭湯の前で「女風呂を覗きたいな」とつぶやくと、たまたま通りかかったとある博士から声をかけられる。
その博士は透明人間の研究をしており、研究所に案内された朝男は実験台になり特別な装置を使って見事透明化に成功する。博士が喜んだのもつかの間、姿が見えないことを良いことに朝男は「これで女の裸が見られる！」と、研究所からいそいそと飛び出してしまう。堂々と銭湯の女湯やAVの撮影現場で裸を見る朝男だったが、特殊なゴーグルをかけて追ってきた博士に捕まり再び研究所に連れ戻されてしまう。元に戻った朝男は博士に再び装置に入れられるが、運悪くそこに紛れ込んだハエと合体し巨大な“ハエ男”と化してしまうのだった。

## 出演者(登場順)
朝男
演 - ダンカン
主人公。女好きだがモテない男。おバカで考えが浅くいつも行きあたりばったりな行動をしており、何をするにもミスが多い。無職なのかは不明だが、金はほとんど持っていない。
ポルシェの男
演 - 沢村一間
冒頭のAVの出演男優。夜の街にオープンカーを走らせていた所、路上で出会った女を車に乗せてカーセックスに誘い、その後2人で楽しむ。
ポルシェの女
演 - 立野しのぶ
冒頭のAVの出演女優。夜帰宅しようとするがタクシーが通らず困っていた所、偶然通りかかったポルシェの男から車に乗るよう誘われる。
自動車店店長
演 - 日野陽仁
朝男から「カーセックスのできる車が欲しい」と言われ、要望に合う車を提示する。真面目そうに見えて結構変わり者な人物。
社長風の男　自動車店の客
演 - 芹澤名人
妻と小学校低学年ぐらいの息子と自動車店に来る。息子が高級車にいたずらをして店長に注意されるのを目の当たりにする。
バス停の若い女
演 - 上野美津恵
ある時バス停でバスを待っていた所、車で通りかかった朝男から声をかけられる。
朝男の祖父のジジイ
演 - 小池幸次
まとまった金が必要になった朝男に騙されて、肝臓と腎臓を医師に売ることに協力する。
臓器移植の子供
演 - 雨空ライポ（〆さばヒカル）・玉袋筋太郎
肝臓と腎臓が悪い2人の少年。臓器移植をしてもらえることになり、付き添いであるそれぞれの母親たちと4人で喜ぶ。
鋳物工場のオヤジ
演 - 横山あきお
朝男の妄想シーンで登場。川口市の鋳物工場を経営しており、朝男の目的がピストルの密造であることを知らずに作業員として雇う。
鋳物工場のかみさん
演 - 絵沢萌子
朝男の妄想シーンで登場。夫との夜の営みをするが、住み込みの外国人労働者が隣の部屋から見ているのもお構いなしに行為に及ぶ。
血まみれのヤクザ・流しの男
演 - 寺島進
作中で数回登場する。毎回血を流して瀕死の状態で現れ、偶然通りかかった朝男にその都度自身が持っているものを預かるよう頼む。
強盗
演 - 雨空トッポ（〆さばアタル）
銀行で銃で行員を脅して金を要求していた所、偶然にも後から朝男が銀行強盗しに訪れる。
銀行の部長
演 - 久保晶
保健所職員を騙る朝男から「近所で伝染病が発生したため予防薬を飲んで下さい」と言われ、マメカラを片手に職員たちの前で乾杯の音頭を取る。
宮路年雄
演 - 宮路年雄（特別出演）
本人役（公開当時有名だった電器店社長）。作中では「4,000万円の現金を持ち歩く激安王」と称されており、街中で尾行していた朝男を含めた約20人の男たちから金を狙われる。
石川五右衛門
演 - つまみ枝豆
宮路年雄が持つ大金を盗もうとするが、なぜか彼の車の上に乗って見得を切る(見得について詳しくは、歌舞伎を参照)。
二枚目俳優
演 - 坂田雅彦
朝男の妄想シーンに登場。飛行機内の座席に座っていた所、ファンの女から声をかけられる。
二枚目俳優のファンの女
演 - 松本コンチータ
同じ飛行機で偶然に合わせた二枚目俳優に声をかけてある頼み事をする。
オーディションの審査員
演 - 白竜
劇団の新人オーディションを審査するが、変な参加者ばかりで適任者がなかなか見つからず頭を抱える。
腹話術師
演 - ドリームかずよし
オーディションに参加し、審査員の前で子連れ狼の設定で腹話術を披露する。
スターリン(トスカルビッチ)
演 - 岡田真澄（友情出演)
別のスタジオで撮影中の作品の出演者だが、スタジオを間違えて劇団の新人オーディションの審査会場に来ていた。ロシア軍人の役らしく、作中では常にロシア語らしき言葉で話す。
座頭市の監督
演 - 上田耕一
映画「座頭市」の撮影中アクシデントで主役が降板し、現場にいた朝男の“UCLAで演技を学んだ”という嘘を信じて代役に抜擢する。
座頭市の俳優
演 - 高木均
大物俳優で映画「座頭市」の主演。渡し船に乗るシーンで朝男と共演するがアクシデントによって・・・
埋蔵金ジジイ
演 - 山本廉
徳川埋蔵金を掘り当てようとしていた所、朝男がそのおこぼれに預かろうとやって来る。
原始人
演 - 秋山見学者、ノーカット星
埋蔵金があるとされる洞窟で暮らす男。洞窟内で爆発が起きたため、中から慌てて逃げ出してくる。
ヤクを買うヤクザ
演 - 谷村好一
ある時ヤクの取引で朝男が持ってきた白い粉を受け取る。
ヤクをチェックする博士
演 - そのまんま東
ヤクザから頼まれて、目の前のヤクが本物かどうかを舐めて判断するが・・・
パイロット
演 - ガダルカナル・タカ
セスナ機のパイロット。セスナ機の飛行中に朝男にちょっとした余興を見せる。日本酒が大好き。
本物の殺し屋（宍戸ジョー）
演 - 関山耕司
朝男と同じセスナ機に乗り合わせる乗客。座席などを巡って朝男とひと悶着起こした挙句・・・
ヤクザ
演 - 不破万作、関根大学
あかいわ組の幹部。空港に降り立った朝男を有名な殺し屋の宍戸ジョーと間違えて出迎え、あかいわの所に案内する。
親分（あかいわ）
演 - 結城哲也（チャンバラトリオ）
朝男を宍戸ジョーと間違えて組員総出で歓迎する。強面だがひょうきんな所があり日常会話でボケとツッコミを用いながら周りの人とやり取りする。
殺し屋の先生
演 - 大杉漣
あかいわに雇われた殺し屋。拳銃の扱いのプロで、上に投げた500円硬貨に弾を命中させることができる。だが早撃ち対決で・・・
相手方の親分と幹部
演 - 南方英二・志茂山高也・前田竹千代（チャンバラトリオ）
相手方の親分の南方（みなかた）とその仲間。あかいわの組とシマを争っており、決着をつけようとする。
ガキの使い
演 - 佐藤央之
南方の使いであかいわの組事務所に果たし状の返事を聞きに来るが、どう見てもガキ(子供)。
大親分
演 - 宮部昭夫
あかいわと南方の両名が慕う大物ヤクザ。一触即発状態となったあいかわと南方に拳銃や居合の腕で勝負するよう提案する。
相手方の拳銃遣い
演 - 安藤麗二
殺し屋の先生と拳銃でお互いの命を懸けた早撃ち対決をする。
刀使い
演 - 山根伸介（チャンバラトリオ）
南方側の人物。剣の達人で飛んでいるハエやそれより小さい物も斬ることができる。
マッサージ師　目の不自由な男
演 - ラッシャー板前
ある時白い杖を使って歩いていた所、地面にあった何かに杖が当たってビックリする。
サラリーマン
演 - 及川ヒロヲ
ケーキの箱を持つ朝男から、目の前の床屋にいる客に箱を渡すよう頼まれるが、そのまま自宅に持ち帰ってしまう。
サラリーマンの妻
演 - 松金よね子
床屋の隣の一軒家で夫と小学生の息子と暮らしている。夫がケーキを持って帰ってきたため3人で食べようとする。
透明人間推進協会・タチバナ博士
演 - ビートたけし
人間の透明化の実験を成功させることが夢。朝男に透明人間の実験台に協力してもらうが、その後予期せぬ出来事が起きる。
透明人間推進協会・助手
演 - 芦川誠
博士と研究所で透明人間の研究をしており、その後透明人間になった朝男の行方を2人で探す。間抜けな性格なためよく博士から叱られている。
AVアニマル監督
演 - 谷体調
詳細は不明だが、屋内でパンツ一丁でビデオカメラを持ち、動物(作り物)の交尾を撮影する。
地球防衛軍隊長
演 - 小林昭二
東京に現れたハエ男を捕獲するため隊員たちと対策を講じ、とある球場で捕獲イベントを大々的に開催する。
地球防衛軍隊員
演 - 津田寛治、紺野透、曽田邦之、レミ
ハエ男捕獲イベントで盛り上げ役に協力してくれる一般の参加者やハエ男をおびき寄せるための大量のウンコを集める。
朝男の母
演 - 左時枝
捕獲イベントで、ハエ男となった朝男に逃げ回るのを辞めるよう拡声器を使って空に向かって呼びかける。
朝男の妹
演 - 春木みさよ
母と2人で捕獲イベントに訪れ、空にいる朝男を説得を試みたり心配そうに様子を見守る。
ルパン
演 - 柳ユーレイ
AV助監督
演 - 水道橋博士
裸で逃げる男
演 - 佐竹チョイナチョイナ
チンピラ
演 - 水上竜士

## スタッフ
- 監督 - 北野武
- プロデューサー - 森昌行、鍋島壽夫、柘植靖司、吉田多喜男
- 脚本 - 北野武
- 撮影 - 柳島克己
- 音楽プロデューサー - 小池秀彦
- 美術 - 磯田典宏
- 編集 - 北野武、太田義則
- 録音 - 堀内戦治
- 記録 - 中田秀子
- スチール - 笹田和俊
- 助監督 - 清水浩
- 照明 - 高屋齋
- 衣装 - 岩崎文男

## 主題歌
- 「さよならはダンスの後に」倍賞千恵子

## 挿入歌
- 「こまっちゃうナ」

作詞・作曲：遠藤実／歌：山本リンダ
車を購入した朝男がマネキン相手にナンパのリハーサルをし、その後通りすがりの女たちに声をかけるシーンで流れる。
- 「ふたりの愛ランド」

作詞：チャゲ（現：Chage）、松井五郎／作曲：チャゲ／歌：石川優子、チャゲ
朝男の目の前を走るオープンカーから流れる曲として使われる。
- 「わたしゃ人生大学生」

作詞：吉野正孝／作曲：飯田信夫／歌：フランク永井
臓器移植を待つ二組の母子たちが登場するシーンで流れる。
- 「恋をするなら」

作詞：佐伯孝夫／作曲：吉田正／歌：橋幸夫
青いオープンカーを購入した朝男の運転シーンで流れる。
- 「真夏の出来事」

作詞：橋本淳／作曲：筒美京平／歌：ヒマラヤ・ミキ&MODOKEES
黄色い車を盗んだ朝男が運転するシーンで流れる。
- 「若いお巡りさん」

作詞：井田誠一／作曲：利根一郎／歌：曽根史朗
朝男の空想で、交番の警察官からピストルを強奪しようとするシーンで流れる。
- 「下町の太陽」

作詞：横井弘／作曲：江口浩司／歌：倍賞千恵子
朝男の空想で、鋳物工場で働くシーンで流れる。
- 「ザ・ガードマンのテーマ」

作曲：山内正／語り：芥川隆行
- 「伊勢佐木町ブルース」

作詞：川内康範／作曲：鈴木庸一／歌：青江三奈
殺し屋のフリをする朝男を歓迎する宴のシーンで、あかいわがこの曲に合わせてセクシーでコミカルな踊りを披露する。
- 「唐獅子牡丹」

作詞：矢野亮、水城一狼／作曲：水城一狼／歌：高倉健
あかいわの「南方のタマを取りに行くやつはいないか？」の問いに朝男が名乗りを上げるシーンで流れる。
- 「月の法善寺横町」

作詞：十二村哲／作曲：飯田景応／歌：藤島桓夫
朝男が車のトランクから武器を出すシーンで流れる。
- 「男の一生」

作詞、作曲：賀川幸生／歌：村田英雄
あいかわの組と南方の組が決着をつける場に大親分が現れるシーンで流れる。
- 「リンゴの唄」

作詞：サトウハチロー／作曲：万城目正／歌：並木路子
大親分の頭の上に乗せたリンゴを、目隠しした朝男が刀で切ろうとするシーンで流れる。
- 「宇宙マーチ」

作詞：長田紀生／作曲：冨田勲／歌：東京マイスタージンガー
街なかを走る地球防衛軍の車両から新規隊員募集の宣伝と共に流れる曲として使われる。エンディングのテロップでは「宇宙のマーチ」と表記。
- 「ソーラン仁義」

作詞：畔田耕吉／作曲：成田武夫／歌：寺島進
カラオケのように歌詞テロップが映し出される超大型映像装置の前で流しの男がギターで弾き語りする。
- 「おてもやん」

熊本民謡。
ハエ男捕獲イベントのリハーサルで、女性の民謡歌手が歌う。
- 「北海盆唄」

北海道の民謡。
ハエ男捕獲イベントの本番で、ハエ男をお祭り気分にさせて引き寄せるために女性民謡歌手が歌う。
- 歌い出しが「ハエラヤ、ハエラヤ」の歌

詳しくは不明だが、1961年公開の映画『モスラ』の劇中歌のモスラの歌のパロディらしき歌。
ハエ男捕獲イベントの本番で、ハエハエガールズという女性2人組がハエ男をおびき寄せるために歌う。
- 「花と竜」村田英雄

## 映像ソフト
DVD版ではVHS版に収録されたエンドロール後にあったおまけ映像が削除されている。